# کارخانه کنیاک ایروان
کارخانه کنیاک ایروان (ارمنی: Երևանի Կոնյակի Գործարան (Yerevani Konyaki Gortsaran)) که به دلیل برند مشهور خود «آرارات» شناخته می‌شود، بزرگ‌ترین واحد تولید کنیاک در ارمنستان است. این کارخانه در سال ۱۸۸۷، در دوران امپراتوری روسیه تأسیس شد. در سال ۱۹۹۹، دولت ارمنستان مستقل کارخانه را به شرکت پرنود ریکارد فرانسوی برای تولید نوشیدنی‌های تقطیری فروخت. مجموعه محصولات کنیاک این شرکت تحت نام آرارات برچسب‌گذاری و تبلیغ می‌شوند.
این شرکت مالک کارخانه دیگری در شهر آرماویر است که از سال ۱۹۶۶ فعالیت دارد.

## تاریخچه

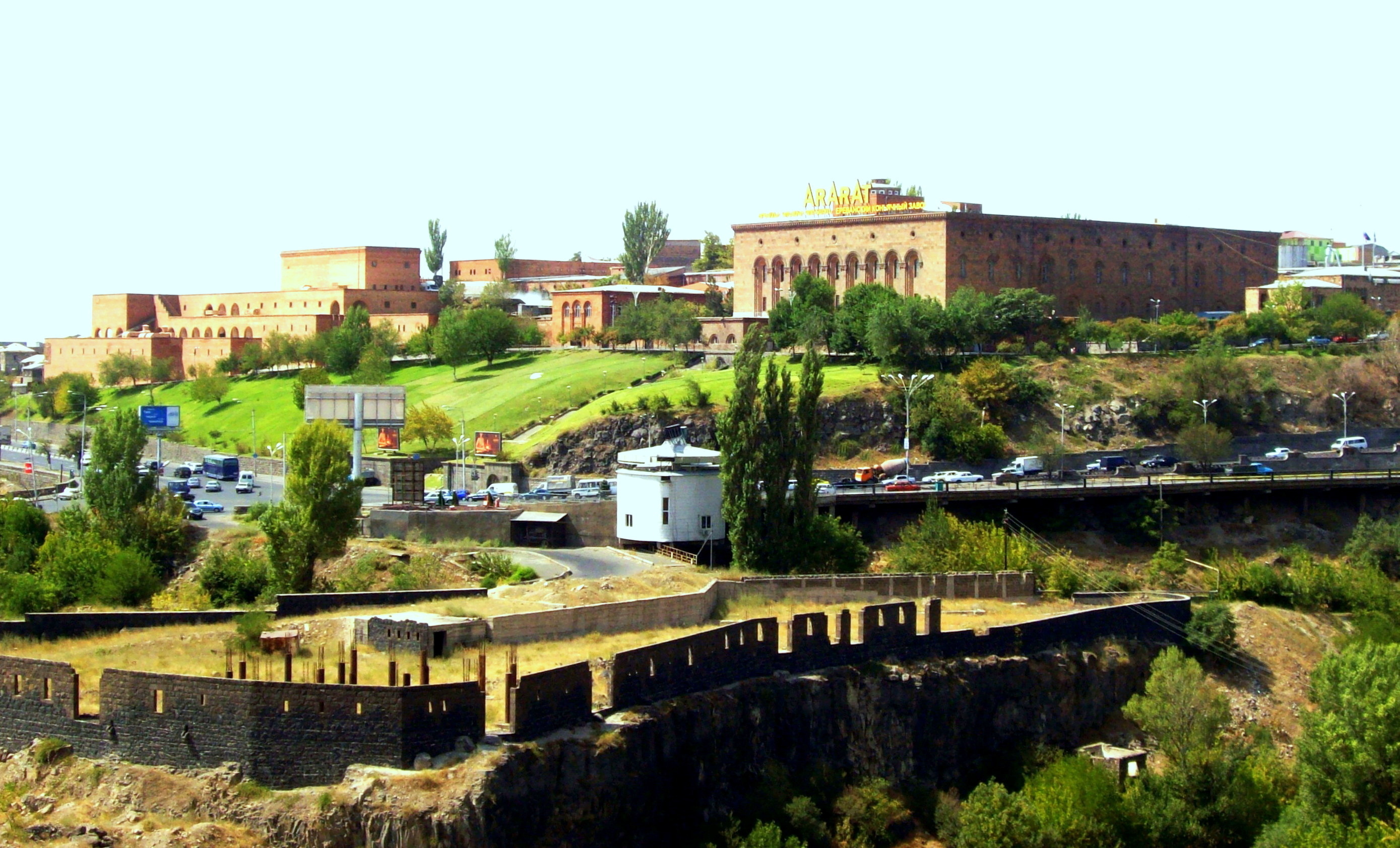
کارخانه کنیاک ایروان

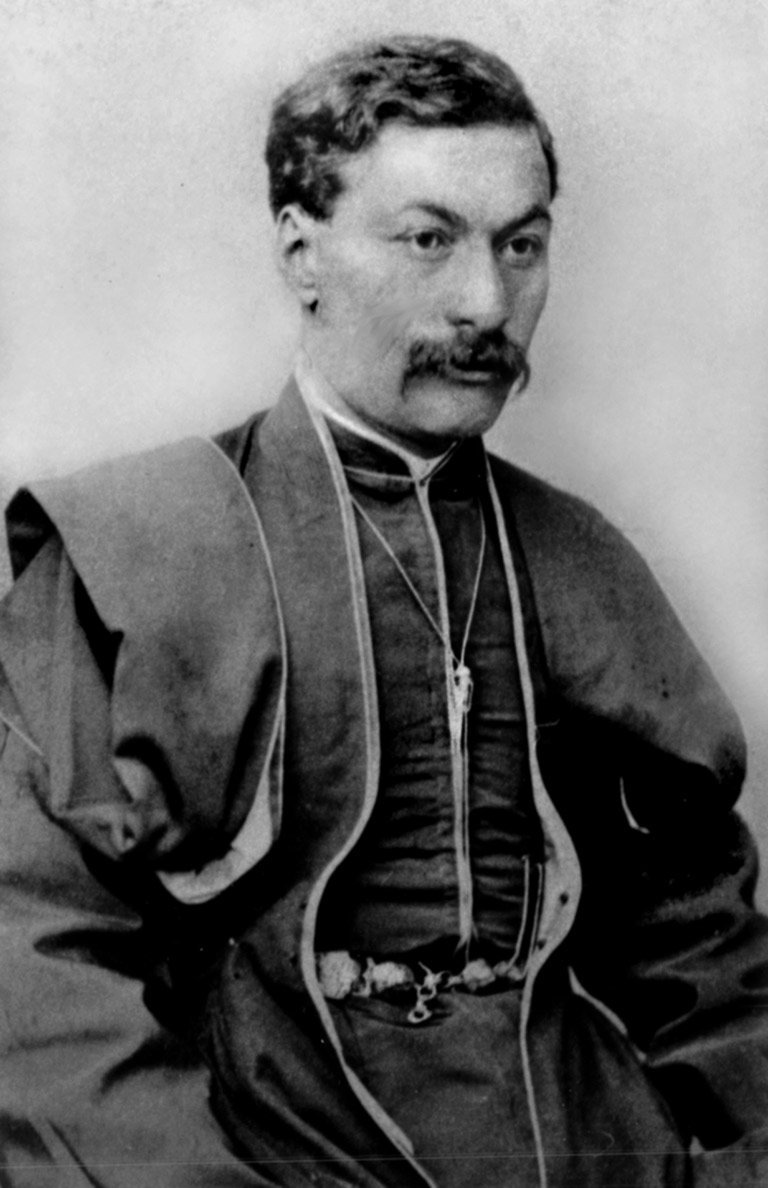
نرسس تایریان

کارخانه کنیاک ایروان در سال ۱۸۸۷ در اراضی دژ ایروان توسط تاجر ثروتمند درجه یک نرسس تایریان (نرسس تایروف) با کمک پسرعمویش واسیلی تایروف تأسیس شد. اما این کارخانه در سال ۱۸۹۹ و با اجاره به تاجر روسی نیکلای شستوف، تولیدکننده مشهور ودکا و لیکور، به اوج شهرت خود رسید. در سال ۱۹۰۰، این کارخانه به‌طور کامل توسط شستوف خریداری شد و به نام شستوف و پسران شناخته شد. شرکت شستوف تأمین‌کننده اصلی دربار امپراتوری روسیه شد. در جریان نمایشگاه بین‌المللی در پاریس در سال ۱۹۰۰، کنیاک ارمنی این کارخانه جایزه گراند-پری دریافت کرد و حق قانونی برای نامیدن خود به عنوان کنیاک را پس از چشیدن کور به دست آورد.
در سال ۱۹۴۸، با سازماندهی مجدد کارخانه کنیاک آرارات ایروان (که تا سال ۱۹۴۰ به عنوان کارخانه شستوف شناخته می‌شد)، ساختمان کارخانه به دو واحد تقسیم شد: کارخانه کنیاک آرارات ایروان و کارخانه کنیاک ایروان.

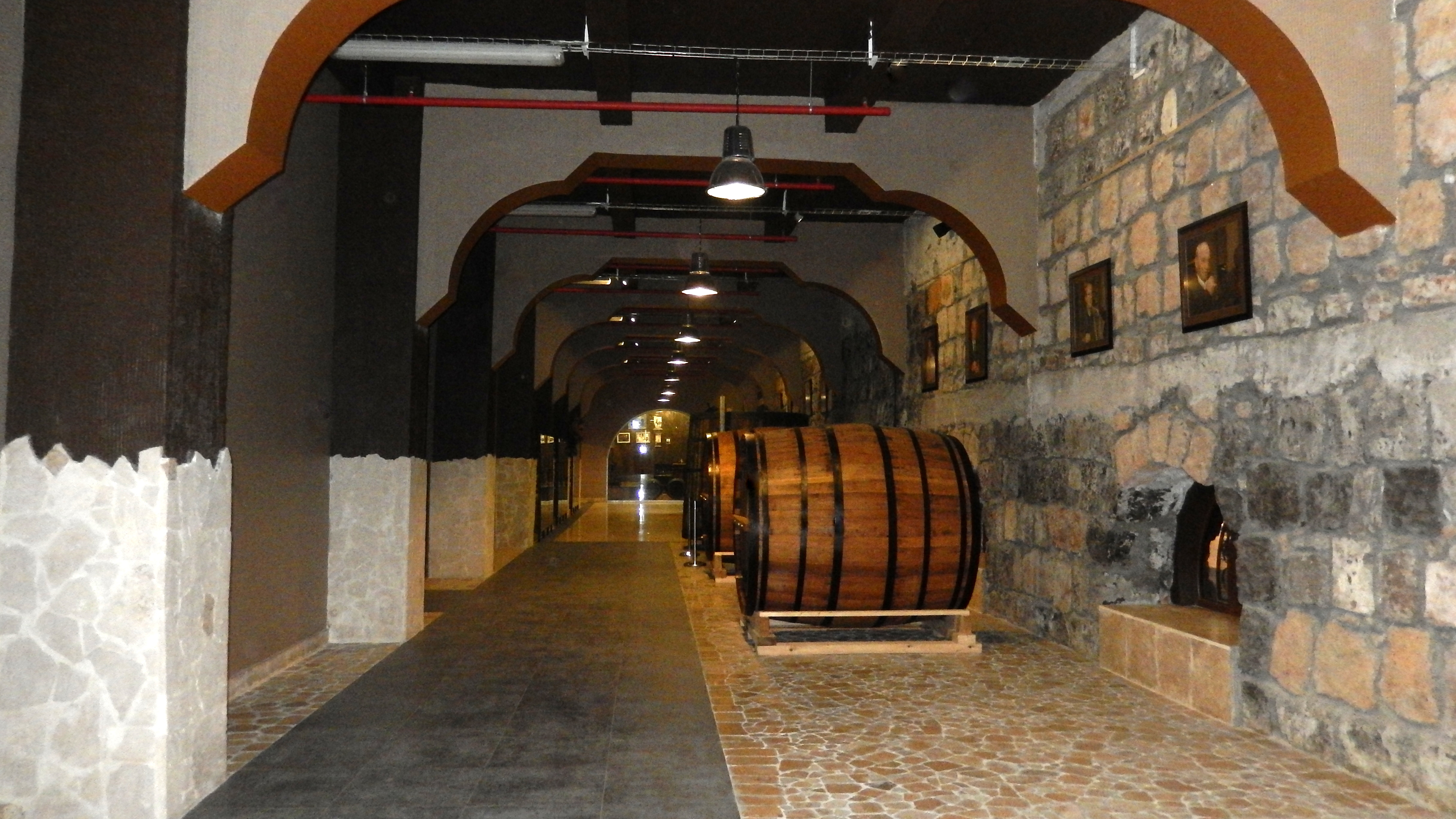
موزه کارخانه کنیاک ایروان

به عنوان یک نهاد مستقل، کارخانه کنیاک ایروان در سال ۱۹۵۳ به ساختمان جدیدی منتقل شد که به‌طور ویژه برای تولید کنیاک ساخته شده بود. این ساختمان توسط معمار هوهانس مارگاریان طراحی شد و در فلات بلندی در انتهای غربی پل پیروزی ایروان، در سمت راست رود هرازدان و مقابل کارخانه کنیاک آرارات ایروان قرار دارد. این ساختمان با نه قوس ساده و پلکان بلند خود به‌عنوان یکی از بهترین نمونه‌های معماری شوروی در ایروان شناخته می‌شود.
بین سال‌های ۱۹۵۳ تا ۱۹۹۱، کارخانه کنیاک ایروان به‌عنوان کارخانه تولید کنیاک ارمنی در اتحاد جماهیر شوروی فعالیت داشت. مارکار سدراکیان یکی از تکنولوژیست‌های برجسته کارخانه بود که از ۱۹۴۸ تا ۱۹۷۳ خدمت کرد و در سال ۱۹۶۶ عنوان قهرمان کار سوسیالیستی را کسب کرد.
پس از فروپاشی شوروی، کارخانه کنیاک ایروان توسط دولت ارمنستان در ژوئن ۱۹۹۸ به قیمت ۳۰ میلیون دلار به شرکت فرانسوی پرنود ریکارد فروخته شد. این فروش پس از یک مزایده رقابتی به مدیریت گروه سرمایه‌گذاری دریاسالاری نیوزیلند و مریل لینچ لندن انجام شد.
در محدوده کارخانه، شرکت موزه و فروشگاه مرکز میراث آرارات را نیز اداره می‌کند که برای بازدید عموم باز است.
در سال ۲۰۰۱، یک بشکه صلح برای فرایند کهنه‌سازی در مرکز میراث کارخانه قرار داده شد که به افتخار بازدید روسای مشترک گروه مینسک سازمان امنیت و همکاری اروپا بود. این بشکه تنها در صورت حل مناقشه قره‌باغ گشوده خواهد شد.

## تولید کنیاک ارمنی

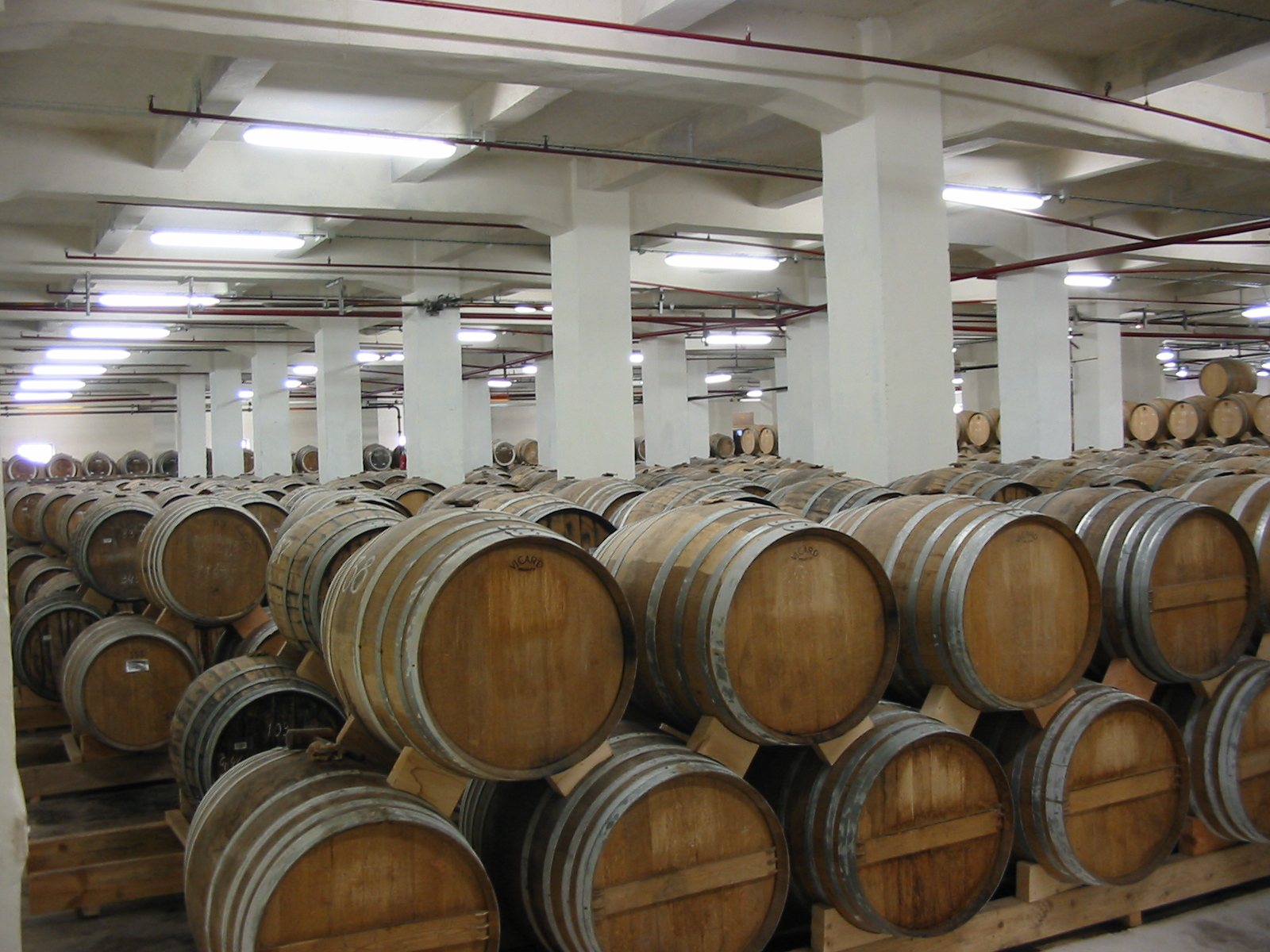
یکی از انبارهای چوب بلوط کارخانه

کنیاک ارمنی آرارات از انگورهای حاصلخیز دشت آرارات، منطقه تاووش و ناگورنو-قره‌باغ تولید می‌شود. در آوریل ۱۹۹۹، به ابتکار کارخانه کنیاک ایروان، استاندارد جدیدی به نام کنیاک ارمنی در ارمنستان معرفی شد که تولید این نوشیدنی را به‌طور دقیق تنظیم می‌کند. کارخانه کنیاک ایروان همچنان رهبر بی‌چون و چرای تولید و صادرات کنیاک ارمنی است. بسیاری از برندهای بازنشسته شرکت به شبکه فروش دسترسی ندارند و تنها از فروشگاه کارخانه قابل دسترسی هستند.
علامت تجاری کارخانه کنیاک ایروان در ۴۷ کشور ثبت شده است. در حال حاضر، محصولات این شرکت به بیش از ۲۵ کشور صادر می‌شود که شامل روسیه، اوکراین و بلاروس است.

### برندهای کنیاک
در حال حاضر، کارخانه کنیاک ایروان انواع مختلف کنیاک ارمنی آرارات را تحت برندهای مختلف تولید می‌کند، از جمله:
- آرارات ایربونی، ۳۰ ساله.
- آرارات نایری، ۲۰ ساله.
- آرارات، ۳، ۵ و ۲۵ ساله.
- آرارات توناگان، ۱۵ ساله.
- آرارات آختامار، ۱۰ ساله.
- آرارات اتبورن، ۷ ساله.
- آرارات آنی، ۶ ساله.
- آرارات دیوین، مجموعه.
- آرارات ارمنستان، مجموعه.

برندهای بازنشسته شامل آرارات واسپوراکان ۱۵ ساله، آرارات کیلیکیا ۳۰ ساله، آرارات سپاراپت ۴۰ ساله و آرارات کشتی نوح ۷۰ ساله می‌باشند.